# Otto Vilsmaier
Otto Vilsmaier (* 27. Februar 1962 in Plattling) ist seit 1996 Mitglied der deutschen Mannschaft bei den Paralympics im Rollstuhl-Tischtennis. Er nahm erfolgreich an den Paralympics und an Europa- und Weltmeisterschaften teil. Vilsmaier lebt in Plattling im Ortsteil Scheuer.

## Werdegang
Er besuchte die Volksschule und machte anschließend eine Lehre zum Kfz-Mechaniker. 1981 wurde er bei der neuen Papierfabrik in Plattling zum Papiermacher ausgebildet. Er war Fußballer (SV Pankofen) und Luftgewehrschütze.
Seit einem schweren Autounfall 1982 ist er querschnittsgelähmt und auf einen Rollstuhl angewiesen. Er ließ sich umschulen und arbeitet seitdem als Bürofachkraft bei der MD Papier.
1989 trat er dem TSV Plattling bei und gründete die Sparte Rollstuhl-Tischtennis. Die neue TSV Abteilung begann mit fünf Spielern, dem Sportarzt Ulrich Dachs und Trainer/Betreuer Christian Mahal und konnte zwei Jahre später an der ersten Bayerischen Meisterschaft und 1993 zum ersten Mal an einer Deutschen Meisterschaft teilnehmen. 1996 konnte der erste internationale Erfolg bei den Paralympics in Atlanta (Bronze mit dem Team) erspielt werden. Im Laufe der weiteren Jahre folgten zahlreiche Teilnahmen und Medaillengewinne bei internationalen Weltranglistenturnieren, Europameisterschaften und Weltmeisterschaften. Nach seiner vierten paralympischen Teilnahme 2008 in Peking beendete Vilsmaier seine Karriere auf internationaler Ebene.
Für den Gewinn der Bronzemedaille bei den Paralympischen Spielen 2004 erhielt er am 16. März 2005 von Bundespräsident Horst Köhler das Silberne Lorbeerblatt.
In der Klasse seines Behinderungsgrades (Tetra 1) gilt Vilsmaier als einer der herausragendsten deutschen Spieler der letzten Jahre.
Er war der erste Gewinner einer paralympischen Medaille in der Geschichte seiner Heimatstadt Plattling.
Seit 28. Juli 2004 ist er Behindertenbeauftragter des Landkreises Deggendorf. 2004 wurde er mit dem Bladilotaler der Stadt Plattling ausgezeichnet.

## Erfolge
- 1996 Team 3. Platz Paralympics in Atlanta
- 1997 Einzel 3. Platz EM
- 1998 Einzel 3. Platz WM
- 2000 Team 5. Platz Paralympics in Sydney
- 2002 Einzel 4. Platz WM
- 2003 Team 3. Platz EM
- 2004 Team 3. Platz Paralympics in Athen
- 2005 Team 3. Platz EM
- 2007 Team 3. Platz EM
- 2008 Teilnahme Paralympics Peking